# 大日本帝国憲法第26条
大日本帝国憲法第26条（だいにほん/だいにっぽん ていこくけんぽう だい26じょう）は、大日本帝国憲法第2章にある、臣民権利義務についての規定である。

## 現代風表記
日本臣民は、法律に定める場合を除くほか、信書の秘密を侵されることはない。